# 短羽对囊蕨
短羽对囊蕨（学名：Deparia brevipinna）也称短羽蛾眉蕨，为蹄盖蕨科对囊蕨属下的一个种。生长在灌木丛中，海拔2200-3000米。分布于云南（禄劝、巧家、大姚、永仁、宾川、洱源、鹤庆）。模式标本采自云南（大姚）。